# 陸軍レンジャー群 (アイルランド)
アイルランド陸軍レンジャー群(英語: Army Ranger Wing,"ARW".アイルランド語: Sciathán Fianóglach an Airm, "SFA") は、アイルランド国防軍の特殊部隊。

## 概要
陸軍の指揮下にあるが、空軍及び海軍の兵士も所属する。国防軍およびアイルランド政府の要請により活動する参謀総長直属の組織であり、キルデア州のカーラ基地に駐在している。
イギリス領の北アイルランドにおける民族紛争により1980年に設立され、設立当初にはテロ対策を主な役割としていたが紛争終結後の2000年からは特殊作戦とテロ対策の両方の役割に発展した。現在は国連軍に参加しての軍事的活動(Green Role)および国内における対テロ活動(Black Role)に従事している。
創設メンバーの士官らは前身部隊時代にジョージア州フォート・ベニングの米陸軍レンジャー学校で訓練を受けており、2015年からの協定により歴史的背景上少ないと言われていたイギリスの特殊部隊との交流も始まっている。

## 活動記録
国外活動
- 東ティモール国際軍
- 国際連合保護軍
- 国際連合キプロス平和維持軍
- 国際連合西サハラ住民投票ミッション
- 国際連合レバノン暫定駐留軍
- 国際連合リベリア・ミッション
- 国際連合中央アフリカ・チャド・ミッション
- 国際連合マリ多元統合安定化ミッション

国内活動
- IRA系組織への対テロ作戦

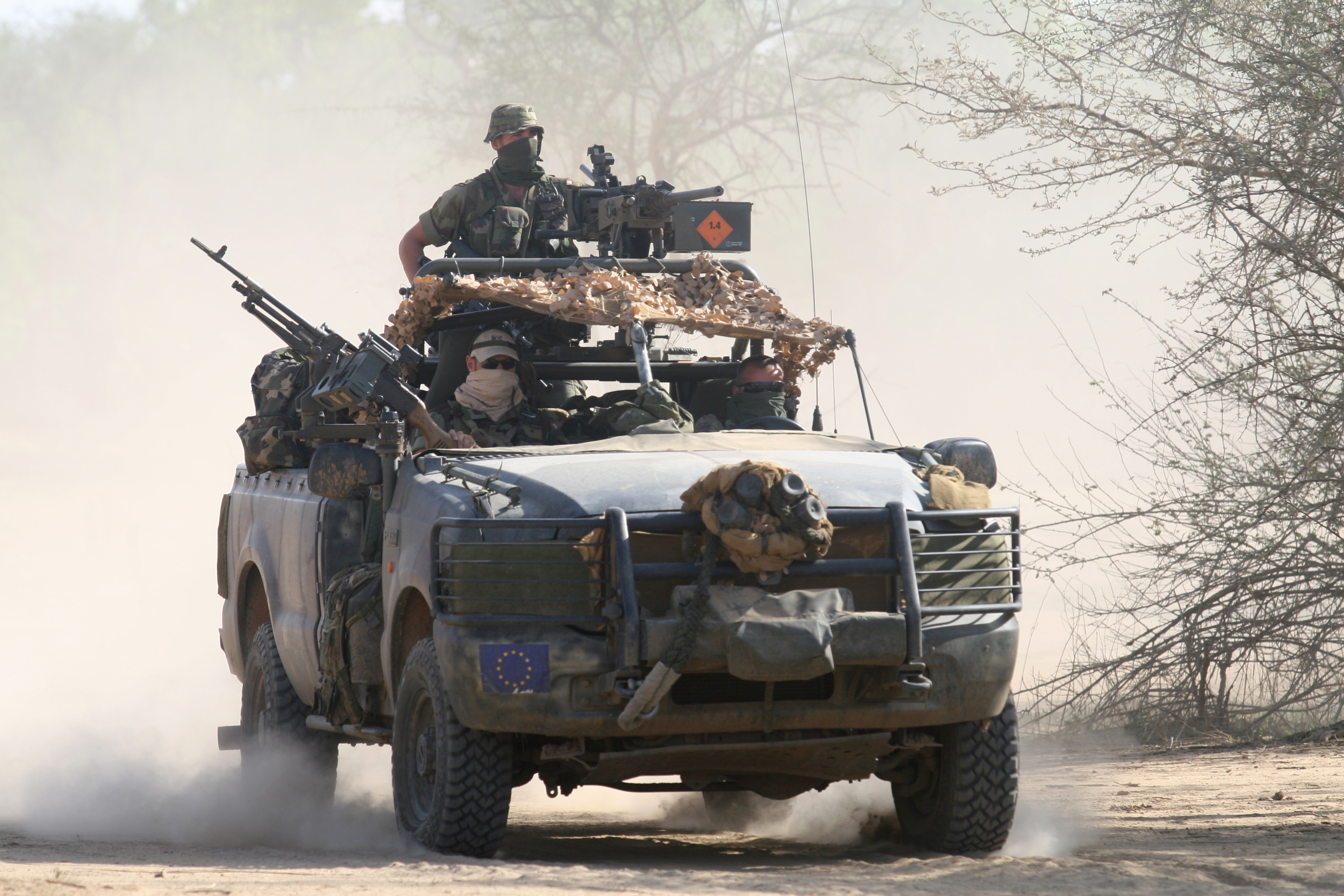
チャドで任務を行うレンジャー群

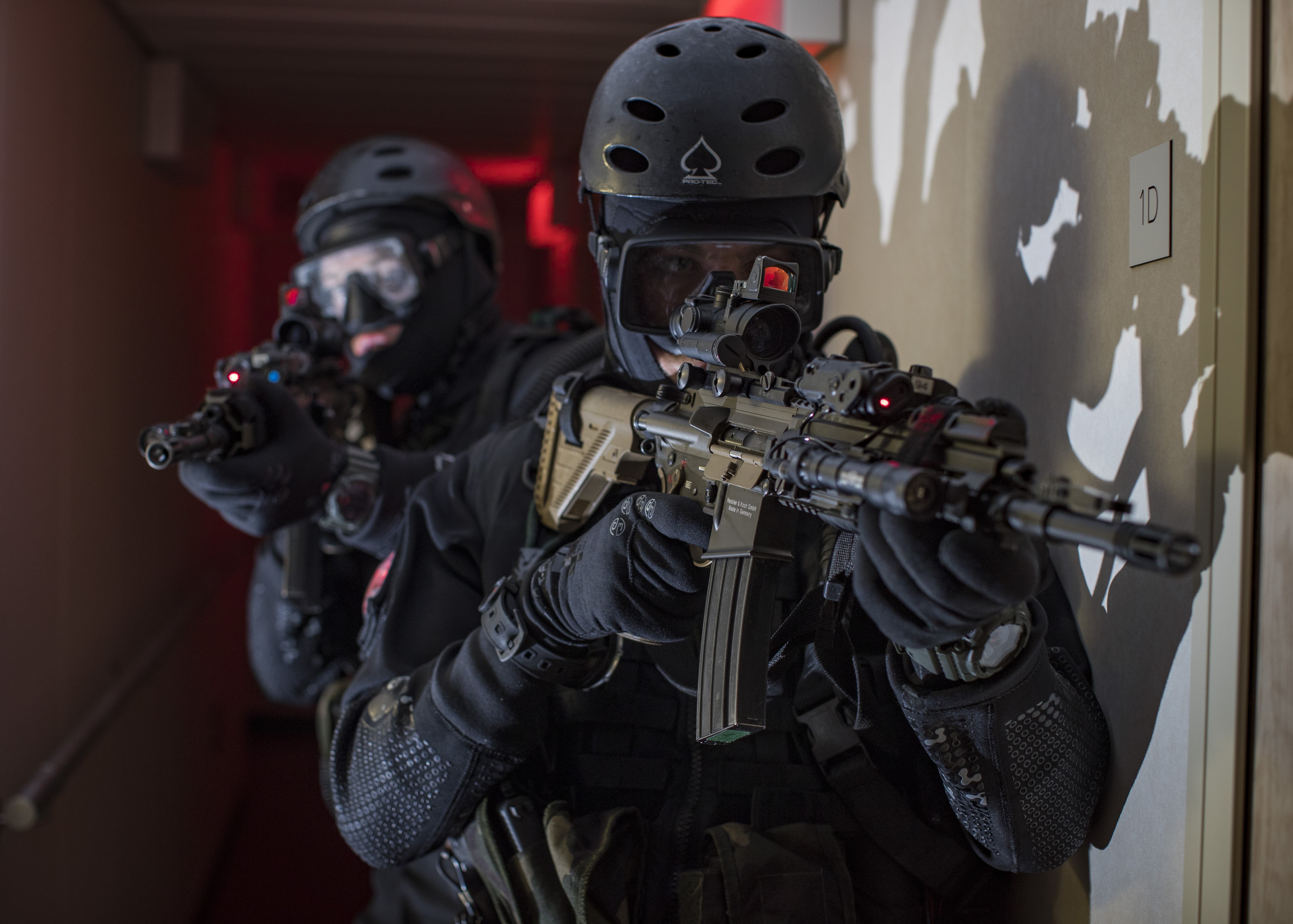
陸軍とは異なりHK416を使用している

  - 1983年12月にIRA暫定派が起こした誘拐事件時の出動[6]。
  - アイルランド警察特殊部隊「緊急対応ユニット」への訓練。
  - 2011年にエリザベス2世がアイルランド公式訪問した際の警備および暗殺の阻止[7][8]。
- 1997年に暴動を起こした囚人らの鎮圧[9]。
- 2011年、アメリカ合衆国大統領バラク・オバマの警護活動[10]。
- 2013年、アイルランドに6ヶ月訪問した欧州連合理事会議長国首脳の警護、および第39回主要国首脳会議の警備[11]。